# Margaret Macchiut
Margaret Macchiut, italijanska slovenska atletinja , * 14. julij 1974, Nova Gorica, Slovenija.
Atletsko kariero je začela pri tržaški Ederi leta 1986 in štiri leta kasneje v Macerati na dvoboju Italija - Španija nastopala v mladinski italijanski reprezentanci (pod 17 leti). 
S prestopom v klub Sisport Fiat so se začeli njeni uspehi tudi v članski konkurenci tako na državni kot mednarodni ravni. Krstni nastop v članski reprezentanci je opravila 23. 9. 1995 v Cannesu na troboju Francija - Italija - Ukrajina, kjer je s časom 13,83 zasedla 3. mesto. Nastopila je na evropskih pokalih in na drugih mednarodnih tekmovanjih. Leta 1999 je v Pescari prvič osvojila naslov absolutne državne prvakinje. Leta 2000 je postala v Genovi tudi državna dvoranska prvakinja na 60 m ovire z 8,26. Septembra istega leta v Milanu je osvojila absolutni državni naslov s 13,37 m.
Njen trener je vsa leta Adriano Anci Lassich.

## Dosežki
Evropsko prvenstvo, 100 m ovire
- 8. 8. 2000, Muenchen (Nemčija): izločena v predtekmovanju (13,48)
- 7./13. 2006, Goeteborg (Nemčija): (13,27) v polfinale, kjer je 8. mesto (13,31) in izločena

Evropski pokal, 100 m ovire
- 28. 6. 1998, S. Peterburg (Rusija): 6. mesto (13,53)
- 20. 6. 1999, Pariz (Francija): 5. mesto (13,27)
- 16. 7. 2000, Gateshead (V. Britanija): 8. mesto (13,29)
- 23. 6. 2001, Bremen (Nemčija): 4. mesto (13,23)
- 23. 6. 2002, Annecy (Francija): 8. mesto (13,24)
- 22. 6. 2003, Firence: 8. mesto (13,29)
- 20. 6. 2004, Istanbul (Turčija): 1. mesto (13,05)
- 17. 6. 2006, Praga (Češka): 1. mesto (13,20)

Evropsko državno prvenstvo, 60 m ovire
- 26. 6. 2000, Gent (Belgija): 9. mesto (8,22), polfinalistka
- 2. 3. 2002, Dunaj (Avstrija): 12. mesto (8,27), polfinalistka
- 5. 3. 2005, Madrid (Španija): 23. mesto (8,35)

Sredozemske igre, 100 m ovire
- 17. 6. 1997, Bari: 5. mesto (13,47)
- 12. 9. 2001, Tunis (Tunizija): 3. mesto (13,37)

Italijanska mladinska reprezentanca Evropsko mladinsko prvenstvo, 100 m ovire
- 31. 7. 1993, San Sebastian (Španija): 8. mesto, padla v finalu

Ostali nastopi z italijansko reprezentanco
Mladinska
- 1. 7. 1990, Macerata, pod 17 let: Italija - Španija, 3. mesto (13,83)
- 23. 2. 1991, Verona, dvoranska atletika, mladinke: Italija - SZ - NDR - Jugoslavija, 60 m ovire: 6. mesto (8,94)
- 7. 7. 1991, Las Rozas (Španija), pod 17 let: Španija - Italija, 100m ovire: 2. mesto (14,00)
- 9. 8. 1992, S. Giuliano Terme, mladinke: Italija - Velika Britanija - SSU, 100 m ovire: 1. mesto (14,44)
- 20. 2. 1993, Pesaro, mladinke: Italija - Rusija, 60 m ovire: 1. mesto (8,52)
- 10. 2. 1996, S. Peterburg, mladi upi: Rusija - Italija - Ukrajina, 60 m ovire: 2. mesto (8,45)
- 20. 6. 1999, Santiago de Compostela (Španija), pod 23 let: Španija - Italija - Francija, 100 m ovire: 2. mesto (13,40)

Članska
- 23. 9. 1995, Cannes (Francija): Francija - Italija - Ukrajina, 100 m ovire: 3. mesto (13,83)
- 3. 2. 1996, Pretoria (Južna Afrika): Južna Afrika A in B - Italija, 100 m ovire: 4. mesto (13,57)
- 17. 2. 1996, Torino, indoor: Italija - Rusija - Španija, 60 m ovire: 4. mesto (8,48)
- 12. 9. 1996, Grosseto: Italija - Rusija - Ukrajina, 4. mesto (14,12)
- 19. 2. 2000, Valencija (Španija): Španija - Italija - Poljska, 60 m ovire: 1. (8,20); drugi poskus brez točkovanja: 2. mesto (8,15)
- 1. 6. 2002, Ljubljana (Slovenija), Šest narodov, 100 m ovire: 1. mesto (13,65)
- 1. 6. 2003, Ljubljana (Slovenija), Šest narodov, 100 m ovire: 2. mesto (13,44)
- 11. 7. 2003, Barcelona (Španija), Troboj Italija, Velika Britanija, reprezentanca Katalonije, 100 m ovire: 1. mesto (13,48)
- 29. 1. 2005, Glasgow (Škotska), Šest narodov, 60 m ovire: 5. mesto (8,37)
- 24. 1. 2006, Glasgow (Škotska), Šest narodov, 60 m ovire: 5. mesto (8,27)

Svetovni klubski pokal, 100 m ovire
- 28. 5. 2006, Valencija (Španija): Sai Fondiaria Rim (3. mesto (13,03) osebni rekord; v štafeti (4x100 m)

Evropski klubski pokal prvakinj (Evropski pokal za klube), 100 m ovire
- 6. 5. 1993, Limassol (Ciper): 1. Sisport (9. mesto, 14,26)
- 25. 5. 2003, Valencija (Španija): 3. Sai Roma (3. mesto, 13,22)
- 29. 5. 2006, Moskva (Rusija): 5. Fondiaria Sai-Roma (5. mesto, 13,62)
- Italijanska prvenstva

Mladinska
- 14. 10. 1988, Massa, kadetinje, 80 m ovire: 1. mesto (12,47)
- 8.-9. 7. 1989, Caldaro, šesteroboj: 5. mesto (3820 točk)
- 7.-8. 10. 1989, Caorle, naraščajnice, 100 m ovire: 1. mesto (14,54)
- 29. 9. 1990, Rimini, naraščajnice, 100 m ovire: 1. mesto (14,72)
- 12. 2. 1991, Verona, indoor mladinke, 60 m ovire: 2. mesto (8,72)

Mladinska študentska, 100 m ovire
- 29.-30. 5. 1989, Messina, naraščajnice: 2. mesto (14,34)
- 29.-30. 5. 1990, Senigallia, naraščajnice: 1. mesto (14,38)

Mladinska absolutna
- 24.-25.-26. 7. 1992, Torino, mladinke: 2. mesto na 100 m ovire (14,23); 1. mesto na 4x100 m (47,69)
- 21. 1. 1993, Verona, indoor mladinke, 60 m ovire: 1. mesto (8,62)
- 16.-17. 7. 1993, Brixen, mladinke, 100 m ovire: 1. mesto (14,26)
- 29.-30. 1994, Verona, indoor mladi upi, 60 m ovire: 1. mesto (8,62)
- 4. 2. 1995, Busto Arsizio, indoor, mladi upi, 60 m ovire: 2. mesto (8,65)
- 16.-17. 3. 1995, Pescara, mladi upi, 100 m ovire: 1. mesto (14,10)

Italijansko člansko absolutno prvenstvo, 100 m ovire
- 12. 1. 1991, Torino: 7. mesto (14,11)
- 24. 6. 1992, Bologna: 4. mesto (14,08)
- 3. 6. 1997, Milano: 2. mesto (13,45)
- 5. 7. 1998, Rim: 2. mesto (13,74)
- 3. 7. 1999, Pescara: 1. mesto (13,21 osebni rekord)
- 6. 9. 2000, Milano: 1. mesto (13,37)
- 9. 7. 2001, Catania: 1. mesto (13,17)
- 20. 7. 2002, Viareggio: 1. mesto (13,40)
- 3. 8. 2003, Rieti: 1. mesto (13,38)
- 10. 7. 2004, Firence: 1. mesto (13,49)
- 7. 7. 2006, Torino: 1. mesto (13,23)

Italijansko dvoransko prvenstvo, 60 m ovire
- 25. 2. 1996, Torino: 2. mesto (8,49)
- 13. 2. 2000, Genova: 1. mesto (8,26)
- 25. 1. 2001, Torino: 1. mesto (8,34)
- 16. 2. 2002, Genova: 1. mesto (8,34)
- 1. 3. 2003, Genova: diskvalificirana
- 20. 2. 2005, Ancona: 1. mesto (8,14)
- 18. 2. 2006, Ancona: 1. mesto (8,20)

Italijansko klubsko prvenstvo
- 1. 2. 1992, Genova, indoor: 1. Sisport (60 m ovire, 3. mesto, 14,26)
- 13. 6. 1992, Videm: 1. Sisport (100 ovire, 3. mesto, 14,02)
- 10. 2. 1993, Genova, indoor: 1. Sisport (60 m ovire, 5. mesto, 9,00)
- 1. 2. 2003, Genova, indoor: 1. Sai Roma (60 m ovire, diskvalificirana)
- 27./28. 6. 2003, Milano, outdoor: 1. Fondiaria-Sai Roma (100 m ovire, 1. mesto s 13,43
- 26./27. 6. 2004, Casal del Marmo, outdoor: 1. Fondiaria-Sai Roma (100 m ovire, 1. mesto s 13,12)